# Cyclone Empire
Cyclone Empire ist ein deutsches Plattenlabel, Mailorder und Handelsunternehmen für Tonträger mit Sitz in Salach.

## Geschichte
Cyclone Empire wurde 1996 als Handelsplattform für Veröffentlichungen im Bereich Metal in Donzdorf gegründet, zudem gehörte der Exklusiv-Vertrieb von Tonträgern weiterer Labels wie Holy Records, Diehard Music und Vic Records in Zusammenarbeit mit dem Intercord Record Service in Deutschland, Österreich und der Schweiz zum Geschäftsfeld. Später konzentrierte sich das Label auf den Exportgroßhandel vor allem nach Osteuropa sowie Resteuropa, Nord- und Südamerika, Australien sowie einige asiatische Länder. Darüber hinaus ist Cyclone Empire auch als Importeur von Veröffentlichungen großer und kleiner Labels in den Bereichen Metal, Hard Rock, Punk, Hardcore Punk, Metalcore und Elektronischer Musik aktiv. Unter der Bezeichnung Metal Recycler betreibt das Label einen Mailorder-Versand für Privatkunden.
Zu den Eigenveröffentlichungen des Labels seit Mitte der 2000er-Jahre gehören hauptsächlich Alben deutscher und schwedischer Metalbands als CD und Schallplatte. Dazu erschienen unter dem Namen Imperial Anthems seit 2010 zehn Split-Singles mit teilweise vorher unveröffentlichten Liedern label-eigener sowie fremder Bands.

## Veröffentlichungen (Auswahl)
- Demonical – Servants of the Unlight (2007)
- Demonical – Hellsworn (2009)
- Demonical – Death Infernal (2011)
- Evocation – Tales from the Tomb (2007)
- Evocation – Dead Calm Chaos (2008)
- Evocation – Apocalyptic (2010)
- Facebreaker – Infected (2010)
- Fragments of Unbecoming – The Everhaunting Past – Chapter IV – A Splendid Retrospection (2009)
- Funebrarum – The Sleep of Morbid Dreams (2009)
- Mirror of Deception – Shards (2006)
- Paganizer – Scandinavian Warmachine (2009)
- Timo Rautiainen ja Trio Niskalaukaus – Hartes Land (2004)
- Victims of Creation – Symmetry of Our Plagued Existence (2013)
- Warfect – Exoneration Denied (2013)
- Warning – Bridges (EP, 2010)

Imperial Anthems
- Volume 1: Demonical / Paganizer (2010)
- Volume 2: Warbringer / Dew-Scented (2010)
- Volume 3: Regurgitate / Atrocity (2010)
- Volume 4: Isole / Semlah (2010)
- Volume 5: Omega Massif / Tephra (2010)
- Volume 6: Spiritus Mortis / Pale Divine (2011)
- Volume 7: Asphyx / Thanatos (2011)
- Volume 8: Pagan Altar / Mirror of Deception (2011)
- Volume 9: Strapping Young Lad / Sideblast (2012)
- Volume 10: Graveyard / Nominon (2012)